# IC 3476
IC 3476 је галаксија у сазвјежђу Береникина коса која се налази на листи објеката дубоког неба у Индекс каталогу.
Деклинација објекта је + 14° 3' 0" а ректасцензија 12h 32m 41,8s. Привидна величина (магнитуда) објекта IC 3476 износи 12,5 а фотографска магнитуда 13,1. IC 3476 је још познат и под ознакама UGC 7695, MCG 2-32-125, CGCG 70-157, VV 563, VCC 1450, PGC 41608.